# Franco Nodari
Franco Nodari (Vertova, 13 gennaio 1939 – Vertova, 13 febbraio 2015) è stato un calciatore italiano, di ruolo difensore.
Era soprannominato Gat de marmo ovvero, in dialetto bergamasco, gatto di marmo.

## Carriera

### Club
Cresciuto calcisticamente nell'Atalanta, squadra della sua città, debuttò a 18 anni in Serie A. In seguito viene mandato a fare esperienza a Chieti in Serie C.
Tornato a Bergamo si inserì nella difesa nerazzurra, dove fece coppia fissa con Alfredo Pesenti, vincendo una Coppa Italia, il 2 giugno 1963.
Giocò per 161 volte con la maglia dell'Atalanta (di cui 157 in Serie A), concludendo poi la carriera tra Taranto (in Serie B nella stagione 1970-1971), Savoia, Casale e Canelli.
In carriera ha totalizzato complessivamente 157 presenze in Serie A e 27 presenze in Serie B, senza mai riuscire a realizzare alcuna rete.

### Nazionale
Tra il 1963 ed il 1964 ha giocato 2 partite con la nazionale Under-21.

## Palmarès

### Club

#### Competizioni nazionali
- Serie B: 1

Atalanta: 1958-1959
- Coppa Italia: 1

Atalanta: 1962-1963